# Presqu'île Ducos
La presqu'île Ducos est une presqu'île et un des secteurs urbains de Nouméa en Nouvelle-Calédonie, célèbre pour avoir été un des haut-lieux de la déportation française du XIXe siècle.

## Histoire
La presqu'île est nommée par Louis-Marie-François Tardy de Montravel en 1854 en l'honneur du ministre de la Marine et des Colonies de l'époque Théodore Ducos. Isolée, seulement rattachée à la Grande Terre par une bande de sable à fleur d’eau, il fallait alors contourner une vaste zone marécageuse et parcourir plus de 13 kilomètres depuis le centre de Nouméa pour s'y rendre.
Cette situation la fait choisir en 1872 par le gouvernement de Versailles comme lieu de déportation. Elle est donc utilisée pour héberger les déportés dans plusieurs camps fortifiés, dans les baies de Numbo et de Tindu (îlot Kuauri). À ce moment-là, Nouvelle est un lieu de quarantaine pour le bétail et de réserve de pêche utile à l’alimentation de la ville. Le Conseil privé craint alors que le voisinage avec le pénitencier de l’île Nou ne soit dangereux pour la population.
Le 28 septembre 1872, la Danaé y débarque un premier contingent de déportés qui sont regroupés au camp de Numbo. Deux autres camps sont ensuite aménagés. Le premier se trouve à Tindu et l’autre, réservé aux femmes déportées, dont Louise Michel, ainsi qu’aux épouses et aux enfants des déportés, est ainsi nommé baie des Dames (ancienne anse Richard). Certains camps sont en effet réservés pour les femmes ou les hommes, ou accueillent les deux sexes.
À Tindu, des déportés de la révolte des Mokrani arrivent en 1874, rejoints par d'autres transférés de l'île des Pins en 1881. Ils sont amnistiés à leur tour le 1er février 1895.
Le pénitencier finit par occuper toute la presqu’île qui se trouve reliée à la terre ferme par une passerelle en bois. À partir de 1873 et jusqu’à l’amnistie rendant la liberté aux exilés (octobre 1880), l’hôpital de la déportation soigne les déportés. L'année 1873 y est aussi marquée par la célèbre évasion du communard Henri Rochefort.
Lorsque Gustave Kanappe y débarque en février 1879, il note que 550 condamnés de la Commune y vivent. Délimitée par une route qu'ils ne doivent pas franchir, cette zone comporte en son centre un hôpital et un magasin de vivres. Chacun des condamnés a pu construire une cabane en torchis et en paille, et dispose d'un petit jardin.
Le pénitencier de Numbo se vide de ses déportés en 1880 à la suite de l'amnistie générale des Communards.
En 1918, le centre hansénien (devenu le Centre Raoul-Follereau aujourd'hui), jusque-là isolé sur l'île aux chèvres, est transféré à la baie de Numbo. On y soigne les lépreux. Durant la Seconde Guerre mondiale, cette même baie a accueilli des infrastructures de l’armée américaine tel qu'un port en eau profonde et une base d’hydravions.
Le plus ancien quartier résidentiel est celui de Ducos en lui-même, organisé autour de la rue de Papeete et de l'Anse Uaré, développé à partir de 1954 en lien avec les activités de l'usine SLN voisine de Doniambo. La période du « boom du Nickel » des années 1960 et 1970 voit se développer les zones industrielles et les logements sociaux de Tindu ou de Logicoop (à l'origine baptisé « Cité d'urgences de Ducos », il est complété dans les années 1980 par le lotissement « Logicoop 2 »), à quoi s'ajoute la ZAC de Kaméré dans les années 1990.

## Activités
La plupart des quartiers de la presqu'île sont en pleine expansion, cette péninsule regroupe 579 établissements industriels et de service. C'est la principale zone industrielle et commerciale de la Nouvelle-Calédonie, surtout les quartiers de Ducos industriel, de Numbo (construction navale, cimenterie et équipement hydrographique) et Koumourou (stockage des hydrocarbures). Les zones résidentielles (Ducos, Kaméré, Logicoop, Tindu) sont relativement récentes, occupées essentiellement par des logements sociaux et équipées de complexes sportifs, d'établissements scolaires (dont le collège de Kaméré) et de parcs.

## Démographie
Selon le recensement de la population de 2009, la presqu'île de Ducos comptait 10 410 habitants. Sa population est très jeune et très cosmopolite.

## Toponymes homonymes
En Martinique, le toponyme de Ducos existe depuis 1855 en Martinique pour désigner l'ancien Trou-au-Chat, de même que Rivière-Salée est depuis 1716 le nom de l'ancien Cul-de-Sac-à-Vaches (en Martinique).